# Mycobacterium smegmatis
Mycobacterium smegmatis (лат.) — вид микобактерий из семейства Mycobacteriaceae.
M. smegmatis относится к группе быстрорастущих «нетуберкулёзных микобактерий» (НТМБ). Может расти при температуре среды 45 °C.
При выращивании на плотных питательных средах формируют S-колонии. Проявляют нитратредуктазную и арилсульфатазную активность, ферментируют сукцинамид.

## Синонимы
В синонимику вида входят 2 биномена:
- Bacterium smegmatis (Trevisan 1889) Gupta et al. 2018
- Bacillus smegmatis Trevisan 1883basionym

## Модельный организм
Штамм Mycobacterium smegmatis MC2 155 используется в мировой научной практике, как модельный кислотоустойчивый микроорганизм.
Этот модельный организм имеет скорость деления, превосходящую Mycobacterium tuberculosis (МБТ) приблизительно в 12 раз, и культивируется на простых питательных средах. Синтез клеточной стенкой таких защитных компонентов, как миколовые кислоты, делает модельный организм не только кислотоустойчивым, но и необходим для изучения ответа микроорганизма на окислительный стресс.
Значительно более значимой является распознавание и экспрессия промоторов МБТ и возбудителя проказы, а также возможность культивации бактериофагов, в том числе литических.